# Intersana
Die Intersana (Eigenschreibweise: intersana) ist eine Gesundheitsmesse, die seit 2005 auf dem Messegelände in Augsburg veranstaltet wird. Sie gilt als eine der bedeutendsten Fach- und Publikumsmessen zum Thema Gesundheit in Deutschland. Neuer Veranstalter der Messe ist seit 2020 die Presse-Druck- und Verlags-GmbH mit Sitz in Augsburg.
Zu den Ausstellern zählen Unternehmen, Krankenkassen, Kliniken und Gesundheitsorganisationen. Das Messeangebot wird durch zahlreiche Fachvorträge ergänzt, etwa zu Themen wie Prävention, Ernährung, Wellness und mentale Gesundheit.

## Entwicklung
Bis 2016 kamen im Schnitt rund 22.000 Besucher, bei einer Ausstellerzahl von bis zu 350. Nach einer Pause im Jahr 2017 sank die Teilnehmerzahl 2018 auf etwa 16.000 Besucher und rund 200 Aussteller. Die für November 2019 geplante Ausrichtung wurde kurzfristig abgesagt, ebenso musste die Messe 2020 aufgrund der COVID-19-Pandemie entfallen.
Nach einzelnen digitalen Formaten während der Pandemie kehrte die Intersana ab 2023 wieder zu Präsenzveranstaltungen auf dem Augsburger Messegelände zurück. Der Fokus lag dabei verstärkt auf nachhaltigen und zukunftsorientierten Gesundheitstrends. Bei der Ausgabe 2024 besuchten laut Veranstalter rund 4.500 Gäste die Messe, an der sich etwa 100 Aussteller beteiligten.
Die nächste intersana ist für den 7. bis 9. März 2025 in der Messe Augsburg geplant.